# オヤス
オヤス（フランス語: Oyace, AFI: [ɔjas]）は、イタリア共和国ヴァッレ・ダオスタ州にある、人口約200人の基礎自治体（コムーネ）。

## 地理

### 位置・広がり

#### 隣接コムーネ
隣接するコムーネは以下の通り。
- ビオナ
- ニュス
- オロモン
- クアール
- ヴァルペリーヌ

## 行政

### 分離集落
オヤスには、以下の分離集落（フラツィオーネ）がある。
- Bérrioz, Chez les Brédy, Gallian, La Crétaz (chef-lieu), Sergnau, Condemine, Closé, Bouyoz, Chez les Chenaux, Grenier, Vernosse, Voisinal, Pied-de-Ville, La Rissaz